# Myriopteris cinnamonea
Myriopteris cinnamonea är en kantbräkenväxtart som först beskrevs av Baker, och fick sitt nu gällande namn av Grusz och Windham. Myriopteris cinnamonea ingår i släktet Myriopteris och familjen Pteridaceae. Inga underarter finns listade.